# Séamus Power
Séamus Power (Waterford, 4 de março de 1987) é um jogador irlandês de golfe profissional que atualmente joga nos torneios do Circuito PGA.
Séamus jogou golfe universitário na Universidade Estadual East Tennessee (ETSU, sigla em inglês), onde venceu cinco vezes, incluindo o campeonato da Atlantic Sun Conference (ASUN), em 2007 e 2010.
Após formar-se na ETSU, Séamus jogou em mini-circuitos enquanto tentava qualificar-se para a Web.com Tour. Venceu dois eventos no Circuito Profissional de eGolf em 2014 e obteve cartão da Web.com Tour para a temporada 2015, graças aos bons resultados que conseguiu jogando na qualificação escolar.
Figurou por duas vezes entre os dez melhores na Web.com Tour em 2015 e terminou na 72.ª posição da lista de prêmios, reobtendo o cartão para a temporada de 2016. Em maio de 2016, conquistou o título do United Leasing & Finance Championship, sob a realização da Web.com Tour, passando a ser o primeiro golfista irlandês a vencer na Web.com Tour.

## Rio 2016, competição masculina de golfe
No golfe dos Jogos Olímpicos de Verão de 2016, realizados no Rio de Janeiro, Brasil, terminou sua participação na competição de jogo por tacadas individual masculino em décimo quinto lugar, representando Irlanda.

## Vida pessoal
Atualmente reside em Charlotte, na Carolina do Norte, nos Estados Unidos.

## Vitórias profissionais

### Vitórias na Web.com Tour
- 2016: United Leasing & Finance Championship

### Outras vitórias
- 2014: duas vitórias no Circuito Profissional de eGolf